# 吉田善明
吉田 善明（よしだ よしあき、1936年12月22日 - 2022年4月15日）は、日本の法学者（憲法）。明治大学名誉教授。

## 人物
北海道室蘭市出身。明治大学法学部教授、明治大学法学部長、明治大学法科大学院教授、明治大学付属明治高等学校・中学校校長、明治大学理事を経て、明治大学名誉教授。
安澤喜一郎、和田英夫に師事。共同研究者としては、樋口陽一（東京大学名誉教授）がいる。明治大学法学部での愛称は、善明（ぜんめい）さん。
日本国憲法第41条に記された国権の最高機関という語句につき、通説である政治的美称説に反対し、樋口陽一とともに統括機関説を主唱する。日本国憲法第25条については、プログラム規定説に立脚する判例を批判し、具体的権利説を採用する。日本国憲法第9条の解釈などにおいては、基本的に反戦的な学説を提唱していた。
2022年4月15日、急性心不全のため死去。享年86。

## 略歴
- 北海道室蘭清水丘高等学校卒業。
- 明治大学法学部法律学科卒業。
- 明治大学大学院法学研究科博士課程単位取得退学。
- 明治大学法学部助教授。
- 明治大学法学部教授。
- 早稲田大学法学部講師。
- 一橋大学法学部講師。
- 司法試験考査委員。
- 法学博士（明治大学、1989年）

## 著書
- 『解説世界憲法集 第4版』（樋口陽一共編、三省堂、2001年)
- 『三省堂憲法辞典』（樋口陽一他共編、三省堂、2001年）
- 『日本国憲法論』（三省堂、2003年）
- 『地方自治と日本国憲法』（三省堂、2004年）